# التورا (کسترو ماریم)
التورا (کسترو ماریم) (به پرتغالی: Altura (Castro Marim)) یک سکونتگاه مسکونی در پرتغال است که در Castro Marim Municipality واقع شده‌است.

## خصوصیات
التورا ۱۰٫۸۸ کیلومترمربع مساحت و ۱٬۹۲۰ نفر جمعیت دارد.